# Wohlrose
Die Wohlrose ist ein rechter Zufluss der Ilm im Ilm-Kreis in Thüringen. Sie ist mit 17,6 km deren längster Nebenfluss.

## Verlauf

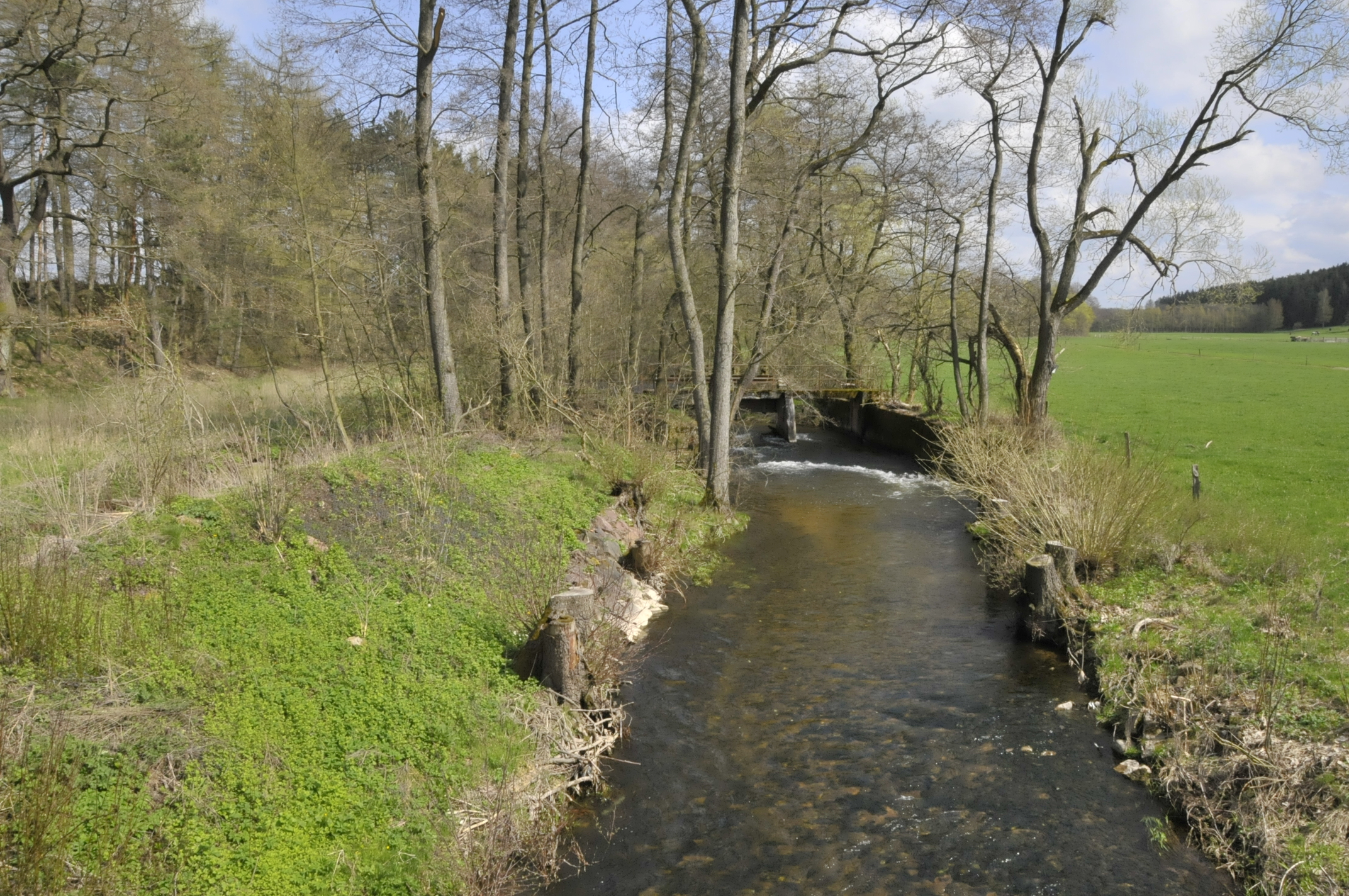
Die Wohlrose kurz vor der Mündung in die Ilm. Das Wehr dient zur Speisung eines ehem. Mühlbaches zum Annawerk

Zum Quellgebiet am Rennsteig im Thüringer Wald werden Ochsenbach, Höllbach und Ebersbach bei Neustadt gerechnet. Sie fließt von dort aus in nordöstlicher Richtung nach Gehren, wo sie die Schobse aufnimmt. Weiter fließt sie durch das Naturschutzgebiet Pennewitzer Teiche und Unteres Wohlrosetal, bevor sie bei Gräfinau-Angstedt von rechts in die Ilm mündet.

## Weiteres
In Gehren verläuft die Brücke der ehemaligen Bahnstrecke Ilmenau–Großbreitenbach über die Wohlrose.
Im Wohlrosetal wurde in der Nähe von Möhrenbach eine 150 Meter lange Brücke der Schnellfahrstrecke Nürnberg–Erfurt errichtet.